# یانوس منیک
یانوس منیک (استونیایی: Jaanus Männik؛ زادهٔ ۳ مهٔ ۱۹۵۱) سیاستمدار و نماینده سابق مجلس اهل استونی است.